# Millard South High School
La Millard South High School est une high school publique américaine située à Omaha dans le Nebraska.

## Anciens élèves
- Brian Duensing, joueur de Baseball (lanceur), équipe olympique américaine de 2008, Minnesota Twins
- Ryan Krause, joueur de football, San Diego Chargers
- Meggan Scavio, Directeur de la Game Developers Conference
- Jim Vokal, conseiller au troisième district de la ville d'Omaha district de 2001 à 2009
- Jake Ellenberger, pratiquant du combat libre, participant à la Ultimate Fighting Championship.

## Fusillade de 2011
Le 5 janvier 2011, Robert Butler Jr., un élève de dernière année de la Millard South, est suspendu pour avoir roulé le 1er janvier 2011 avec sa voiture sur le terrain de football de l'école. La suspension est décidée par la proviseur adjoint, Vicki Kaspar et pour conséquence l'expulsion de Butler de l'école par la sécurité de l'école. Robert Butler revient à Millard South à 12h45 et tire sur Kaspar et sur le proviseur, Curtis Case, laissant les deux personnes blessées. Butler s'enfuit de l'école et est retrouvé mort par suicide dans sa voiture à environ 3 kilomètres.
Butler est supposé avoir consommé du chanvre de synthèse «K2» avant la fusillade.
Le proviseur et la proviseur adjoint sont hospitalisés au Saint Joseph Hospital at Creighton University Medical Center où Kaspar meurt de ses blessures quelques heures plus tard.